# Павел Травнічек
Павел Травнічек (чеськ. Pavel Trávníček) — чехословацький і чеський актор.

## Біографія
Народився 26 жовтня 1950 року в місті Коніце, Чехословаччина.
У 1973 році знявся в головній ролі у знаменитому фільмі «Три горішки для Попелюшки». Завдяки незвичайній популярності фільму і романтичній зовнішності Травничек зіграв іще кілька подібних ролей у казках. Тандем акторів Лібуше Шафранкова-Павел Травнічек настільки полюбився глядачам, що вони ще раз зіграли разом принца і принцесу. Великим успіхом стала кінострічка «Третій принц», що вийшла в 1982 році. Павел Травнічек грає там відразу дві ролі принців — братів-близнюків.
Після закінчення навчання в театральній академії JAMU в Брно — актор у театрі Bratří Mrštíků в Брно, потім театру E. F. Buriana, з 1982 року — на сцені театрів Праги.
Павел Травнічек здобув музичну освіту, позаяк виховувався в музичній сім'ї. Він грає на фортепіано, трубі і співає. У 1990-1993 роках — художній керівник Музичного театру в Карліні. 1998 року заснував театр «Skelet» (з 2006 року театр змінив назву на «Illusion biograf»). Організував власне акторське агентство «Marcus», відомий як організатор конкурсів на ТБ. Працював над дублюванням іноземних фільмів.

## Фільмографія
- 1973 — Три горішки для Попелюшки — принц
- 1976 Sebechlebskí hudci (Peter)
- 1976 Čas lásky a naděje (Egon)
- 1977 Příběh lásky a cti (redaktor Schwarz)
- 1979 — Біляночка і Розочка — Міхаель
- 1979 Drsná Planina
- 1980 Svítalo celou noc
- 1982 — Третій принц — Яромір/Ярослав
- 1984 — Зозуля в темному лісі — Крумеї
- 1985 Podivná přátelství herce Jesenina (Jan Veselý)
- 2014 Bardi (Emil Stroupežnický)